# Оспа обезьян
О́спа обезья́н (англ. Mpox, ранее Monkeypox) — инфекционное заболевание животных и человека, характеризующееся лихорадкой, общей интоксикацией и появлением экзантемы.
Возбудитель оспы обезьян — вирус mpox из семейства поксвирусов (прежнее его название — англ. monkeypox) генетически близок к вирусу натуральной оспы, возбудителю оспы человека

## Этиология
Возбудитель — вирус, относящийся к семейству поксвирусов. Впервые был выделен в 1958 году от больных обезьян. По своей структуре и свойствам сходен с вирусом оспы человека. Исследования показали, что вирус оспы обезьян в антигенном отношении более сходен с вирусом натуральной оспы, нежели с вирусами вакцины и коровьей оспы. Хорошо растёт и размножается в оболочке куриных эмбрионов.

## Эпидемиология
Передача инфекции происходит преимущественно воздушно-капельным путём при длительном личном контакте, что подвергает наибольшему риску инфицирования членов семьи человека с острым случаем заболевания. Передача инфекции может также происходить при инокуляции или через плаценту (врождённая оспа обезьян).
Источником инфекции являются обезьяны, однако были случаи, когда инфекция передавалась от человека. Случаи заболевания в основном наблюдаются в Европе, также имеют место в Северной Америке, Африке и Австралии. В основном это заболевание диагностируют у больных в возрасте до 16 лет.
Оспа обезьян как болезнь человека была впервые выявлена в 1970 году в Демократической Республике Конго (ранее Республика Заир), в городе Басанкусу, Экваториальная провинция. Эпиднадзор ВОЗ в период с 1981 по 1986 год в ДРК/Заире зафиксировал 338 подтверждённых случаев и 33 случая смерти (летальность 9,8 %). Вторая вспышка заболевания человека была выявлена в ДРК/Заире в 1996—1997 годах. В период с 1991 по 1999 год в ДРК/Заире было зарегистрировано 511 случаев заболевания. Клада болезни бассейна Конго остаётся эндемичной в ДРК и имеет высокий коэффициент летальности.
Другая генетическая клада MPXV встречается в Западной Африке. Летальность составляет менее 1 %. До вспышки обезьяньей оспы в Европе в 2022 году не было зарегистрировано ни одной передачи вируса от человека к человеку. У клады Западной Африки была вспышка — первая вспышка оспы обезьян за пределами Африки — на Среднем Западе США среди владельцев домашних луговых собачек в 2003 году. Сообщается, что 71 человек был заражён, из них никто не умер.
Оспа обезьян традиционно ограничивалась экологией тропических лесов. Эта закономерность была нарушена в 2005 году, когда в Судане (территории нынешнего Южного Судана) было зарегистрировано 49 случаев заболевания без летальных исходов. Генетический анализ предполагает, что вирус возник не в Судане, а был завезён, скорее всего, из ДРК.
Гораздо больше случаев оспы обезьян было зарегистрировано в Центральной и Западной Африке и, в частности, в Демократической Республике Конго: в период с 2011 по 2014 год известно 2000 случаев в год. Собранные данные часто бывают неполными и неподтверждёнными, что затрудняет реалистичную оценку числа случаев оспы обезьян с течением времени. Тем не менее было высказано предположение, что по состоянию на 2018 год число зарегистрированных случаев оспы обезьян увеличилось, а география распространения расширилась.
В 2010 году группа эпидемиологов провела анализ и (на примере Конго) выявила закономерность по увеличению со временем случаев оспы обезьян в Африке после прекращения вакцинации против натуральной оспы. Выполнив экстраполяцию данных, исследователи сделали вывод о необходимости превентивных мер по ограничению распространения заболевания в африканских странах, поскольку (если не предпринимать никаких мер) в ближайшие десятилетия мир ожидает эпидемия или пандемия оспы обезьян.

### Вспышка в США (2003)

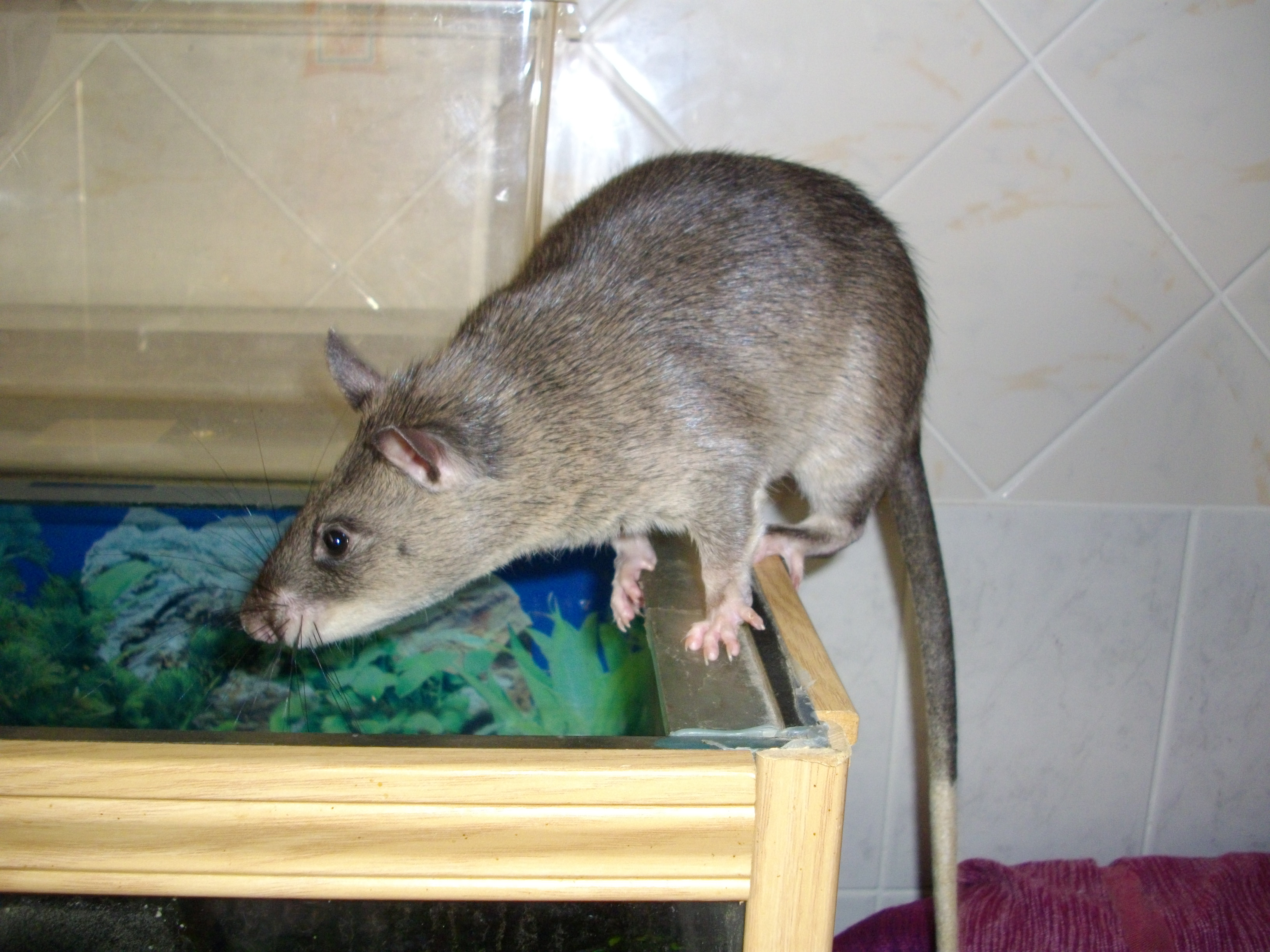
Гамбийская хомяковая крыса

В мае 2003 года маленький ребёнок заболел с симптомами лихорадки и сыпи после того, как его укусила луговая собачка, купленная на местном блошином рынке недалеко от Милуоки, штат Висконсин. Всего до 20 июня 2003 года был зарегистрирован 71 случай оспы обезьян. Все случаи были связаны с гамбийскими хомяковыми крысами, завезёнными из Аккры, Гана, в апреле 2003 года дистрибьютором экзотических животных в Техасе. Смертельных случаев не произошло. Электронная микроскопия и серологические исследования были использованы для подтверждения того, что заболевание было оспой обезьян у человека.
Люди с обезьяньей оспой обычно испытывают продромальные симптомы лихорадки, головных болей, мышечных болей, озноба и проливного пота. Примерно у трети инфицированных людей был непродуктивный кашель. За этой продромальной фазой через 1—10 дней последовало развитие папулёзной сыпи, которая обычно прогрессировала через стадии везикуляции, пустуляции, пупкообразования и образования корочек. У некоторых людей ранние поражения изъязвились. Распространение сыпи и очаги поражения возникали на голове, туловище и конечностях; у многих людей были начальные и сопутствующие поражения на ладонях, подошвах и конечностях. У некоторых людей сыпь была генерализованной. После появления сыпи у людей обычно проявляются высыпания на разных стадиях.[прояснить] Все пострадавшие сообщили о прямом или тесном контакте с луговыми собачками, у которых позже было обнаружено, что они заражены вирусом обезьяньей оспы.

### Вспышка в Нигерии (2017—2019)
Сообщается, что оспа обезьян распространилась по юго-востоку и югу Нигерии. Некоторые штаты и федеральное правительство Нигерии ищут способ сдержать распространение оспы, а также найти лекарство от заболевания. Болезнь распространилась на Аква-Ибом, Абию, Байэлсу, Бенуэ, Кросс-Ривер, Дельту, Эдо, Экити, Энугу, Имо, Лагос, Насараву, Ойо, Плато, Риверс и Федеральную столичную территорию. Вспышка началась в сентябре 2017 года и продолжалась в нескольких штатах по состоянию на май 2019 года.

### Случаи заражения в Великобритании (2018)
В сентябре 2018 года был зарегистрирован первый случай оспы обезьян в Соединённом Королевстве. Считается, что этот человек, гражданин Нигерии, заразился обезьяньей оспой в Нигерии перед поездкой в Великобританию. По данным Public Health England, человек находился на военно-морской базе в Корнуолле, а затем был переведён в специализированное инфекционное отделение Королевской бесплатной больницы. Были установлены люди, которые контактировали с этим человеком с тех пор, как тот заразился оспой обезьян. Второй случай был подтверждён в городе Блэкпул, а ещё один случай произошёл с медицинским работником, который занимался этим случаем из Блэкпула. Четвёртый случай произошёл 3 декабря 2019 года, когда оспа обезьян была диагностирована у человека на юго-западе Англии. Они приехали в Великобританию из Нигерии.

### Случаи в Сингапуре (2019)
8 мая 2019 года 38-летний мужчина, приехавший из Нигерии, был госпитализирован в изолятор Национального центра инфекционных заболеваний в Сингапуре после того, как у него был подтверждён первый случай оспы обезьян в стране. В результате 22 человека были помещены на карантин. Случай может быть связан со вспышкой в Нигерии.

### 2021 год
24 мая 2021 года в Великобритании Управление общественного здравоохранения Уэльса выявило три случая обезьяньей оспы в одном домашнем хозяйстве. О случаях также сообщил министр здравоохранения Мэтт Хэнкок, обращаясь к депутатам. Нулевой пациент был выявлен 24 мая после поездки из Нигерии. Второй случай был зарегистрирован 2 июня, а третий — 24 июня.
16 июля 2021 года в США у вернувшегося из поездки в Нигерию американца диагностировали оспу обезьян. Он был немедленно госпитализирован.

### Вспышка 2022 года

нет зафиксированных случаев заболеваемости
эндемичная западноафриканская клада
эндемичная конголезская (центральноафриканская) клада
зафиксированы обе клады
вспышка западноафриканской клады в 2022
подозрение на оспу обезьян

В мае 2022 года новые случаи заражения оспой обезьян были выявлены во множестве стран мира.
23 июля 2022 года глава Всемирной организации здравоохранения Тедрос Адханом Гебрейесус объявил чрезвычайную ситуацию в области здравоохранения. В этот момент выявлено уже 16 тысяч случаев заболевания, США сообщили о заражении двух детей.
29 июля 2022 в Бразилии зафиксировали первую смерть человека от оспы обезьян.
31 июля 2022 в Индии зафиксирована первая смерть от обезьяньей оспы, умер двадцатидвухлетний мужчина, вернувшийся из ОАЭ.
На 28 июля 2022 года, согласно базе данных портала Our World in DATA, в мире выявлено 21099 инфицированных

### 2023—2024 годы
К сентябрю 2023 года в Демократической Республике Конго (ДР Конго) наблюдался рост числа случаев заражения оспой обезьян, вызванных инфицированием кладой Ib, при этом несколько из них были выявлены в Камитуге, шахтёрском городе в провинции Южное Киву. В январе 2024 года была зарегистрирована общенациональная вспышка.
14 августа 2024 года ВОЗ повторно объявила чрезвычайную ситуацию в области здравоохранения в связи с новой волной распространения в Африке мутировавшего штамма Clade 1b.
15 августа 2024 года первый случай заболевания был выявлен в Швеции. Заразившийся пациент приехал из Африки.
15 августа академик Александр Гинцбург сообщил, что в России закончены исследования по разработке вакцины против оспы обезьян. Для дальнейших работ, в частности, проведения доклинических испытаний требуется финансирование.

## Клиническая картина

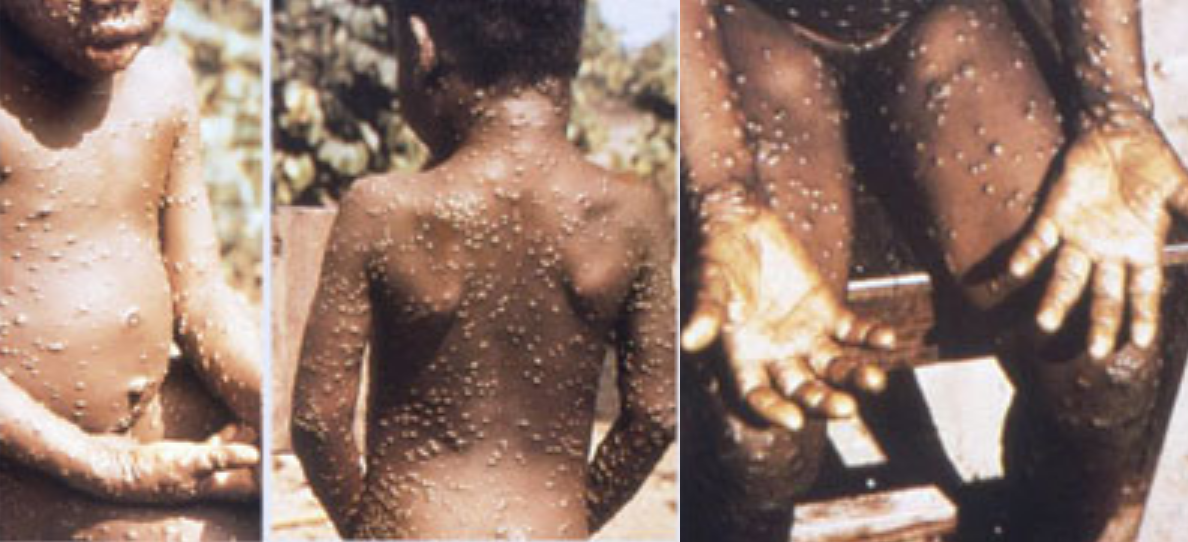
Сыпь от обезьяньей оспы

Инкубационный период длится от 7 до 19 дней. Начинается заболевание остро, внезапно, с повышения температуры тела, головных и мышечных болей, также вполне возможны головокружение, тошнота, рвота. Последующая динамика болезни сходна с симптоматикой натуральной оспы, чаще лёгкой и среднетяжёлой формы. Главным отличием оспы обезьян от оспы человека является наличие почти у 90 % больных лимфаденита. На 3—4-й день болезни появляется сыпь, сначала на лице, затем на руках, потом охватывает туловище. Она начинается с появления пятна диаметром около 6—10 мм, затем на этом месте образуется папула, которая впоследствии превращается в везикулу (пузырёк, заполненный прозрачным содержимым), затем образуется корочка, после которой остаётся рубец. Состояние больного в это время резко ухудшается, появляется тахикардия, учащается дыхание, снижается артериальное давление, потом состояние больного постепенно улучшается. Также могут наблюдаться и лёгкие формы болезни, при которых общее состояние остаётся нормальным. Общая длительность заболевания составляет 2—3 недели.

## Лечение
Лечение оспы обезьян основывается на тех же принципах, что и лечение при оспе человека.
В Европейском союзе тековиримат одобрен для лечения нескольких заболеваний, вызываемых поксвирусами, включая оспу обезьян. Высокая эффективность препарата in vitro подтверждена исследованием французских учёных, препринт по результатам опубликован 27.07.2022 г.

## Профилактика
На 2023 год для профилактики заболевания оспой обезьян применяется вакцинация от натуральной оспы, поскольку она защищает не только от оспы человека (натуральной оспы), но и от оспы обезьян.
Предполагается, что вакцинация против оспы обеспечивает защиту от заражения людей оспой обезьян, поскольку они являются близкородственными вирусами, а вакцина защищает животных от экспериментальных смертельных заражений обезьяньей оспой. Это не было убедительно продемонстрировано на людях, потому что плановая вакцинация против оспы была прекращена после ликвидации оспы.
Сообщается, что вакцина против оспы снижает риск заболевания обезьяньей оспой среди ранее вакцинированных лиц в Африке. Снижение иммунитета к поксвирусам у подвергшихся воздействию групп населения является фактором распространённости оспы обезьян. Это связано как с ослаблением перекрёстного защитного иммунитета среди тех, кто был вакцинирован до 1980 года, когда была прекращена массовая вакцинация против оспы, так и с постепенным увеличением доли непривитых лиц. Центры США по контролю и профилактике заболеваний (CDC) рекомендуют, чтобы лица, расследующие вспышки оспы обезьян и занимающиеся уходом за инфицированными людьми или животными, получали вакцину против натуральной оспы для защиты от оспы обезьян. Лица, имевшие близкий или интимный контакт с людьми или животными, у которых подтверждена оспа обезьян, также должны быть вакцинированы.
CDC не рекомендует вакцинацию перед контактом для не подвергавшихся воздействию ветеринаров, ветеринарного персонала или сотрудников службы контроля животных, если только такие лица не участвуют в полевых исследованиях.
CDC рекомендует медицинским работникам надевать полный комплект средств индивидуальной защиты (СИЗ) перед уходом за инфицированным человеком. Полный комплект включает в себя халат, маску, защитные очки и фильтрующий одноразовый респиратор (такой как N95). Инфицированный человек должен быть изолирован, предпочтительно в помещении с отрицательным давлением воздуха или, по крайней мере, в отдельном кабинете для осмотра, чтобы исключить возможный контакт с другими людьми.

### В России

#### Разработки
Эффективность вакцины против натуральной оспы в качестве средства профилактики оспы обезьян планируют исследовать в институте им. Гамалеи. Согласно заявлению руководителя института, необходима разработка отечественной вакцины против оспы обезьян. На разработку такого препарата институту, по утверждению его руководителя, потребуется несколько месяцев. В качестве технологической платформы рассматривается использование аденовирусных векторов, использованных в вакцине Спутник V.
ГНЦ Вектор сообщил о проведении клинических исследований вакцины, предположительно эффективной против оспы обезъян, подана заявка на регистрацию препарата. Согласно заявлению главного внештатного детского аллерголога-иммунолога Минздрава Московской области Андрея Продеуса, данная вакцина «векторная, не живая». По сообщению пресс-службы Роспотребнадзора, головной организации центра Вектор, в вакцине «выключены шесть опасных генов», замдиректора центра Вектор Татьяна Непомнящих утверждает, что эти шесть генов были убраны из классического вакцинного штамма, что противоречит заявлению о том, что вакцина векторная. Главный научный сотрудник отдела геномных исследований, доктор биологических наук центра Вектор Сергей Щелкунов также утверждает, что вакцина создана на основе ослабленного варианта вируса, то есть относится не к векторным, а к живым, аттенуированным вакцинам. Согласно тексту патента ГНЦ Вектор пониженная вирулентность нового штамма вируса осповакцины достигнута за счёт удаления шести генов C3L, N1L, J2R, A35R, A56R, B8R.
На стадии доклинических исследований находится вакцина против оспы обезьян разработки ФМБА.

#### Существующие препараты вакцин против вируса натуральной оспы
В России в государственном реестре лекарственных средств зарегистрировано три вакцины против натуральной оспы. На 2 августа 2022 года в открытой печати отсутствуют научные публикации с данными о типе побочных эффектов, вызываемых этими вакцинами и частоте их возникновения.

##### Вакцины, сделанные на основе живого вируса

###### Вакцина оспенная живая, производстваМикроген

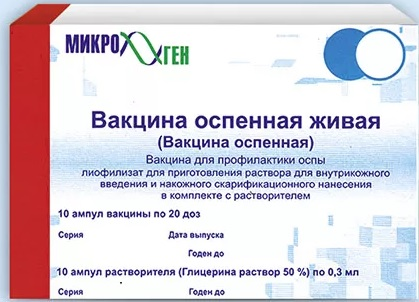
Упаковка вакцины, сделанной на основе живого вируса осповакцины

Как следует из названия, вакцина представляет собой препарат, сделанный на основе живого вируса осповакцины (Vaccine variolae). Вирус выращивается на коже телят, частично освобождённой от бактерий. Всемирная организация здравоохранения не рекомендует к применению вакцины так называемого первого поколения, сделанные по традиционной технологии выращивания вакцинного материал на коже телят, поскольку эти вакцины не соответствуют современным критериям безопасности и стандартам производства. Вакцина оспенная живая является вакциной первого поколения, она сделана по традиционной технологии, разработанной для иммунизации против натуральной оспы. Этот тип вакцины применялся с 1950 по 1970 годы в процессе глобальной ликвидации натуральной оспы. Эпидемиологическая эффективность вакцин, произведённых по этой технологии, против натуральной оспы хорошо изучена. Вакцина выпускается в лиофилизированной форме и вводится внутрикожно. Одна доза для иммунизации содержит не меньше миллиона оспообразующих единиц. Производителем вакцины является предприятие Микроген. В качестве варианта вируса осповакцины для этого препарата используют штамм Л-ИВП, который получен из штамма Lister института Листера (Великобритания) путем пассажей на коже кроликов и телят. Недостатком вакцины являются содержание посторонних микроорганизмов и тяжёлые побочные реакции. Разработчики вакцины сообщают, что в 1 мл препарата может содержаться до 50 посторонних микроорганизмов, в том числе аэробных и факультативно-анаэробных бактерий и грибов. Согласно авторам патента ГНЦ Вектор, серьёзным недостатком вакцины «оспенной живой» предприятия Микроген является вероятность возникновения осложнений в виде поствакцинальных реакций сильной степени тяжести. В июне 2022 года вакцина была введена в гражданский оборот.

###### «ТЭОВак», разработанныйГНЦ Вектори производимый48 ЦНИИ Минобороны России
Эпидемиологическая эффективность «ТЭОВак» против вирусов натуральной или обезьянней оспы пока не изучена. Препарат не предназначен для первичной иммунизации, его можно использовать только для ревакцинации взрослых. «ТЭОВак» представляет собой живой, высушенный (лиофилизированный) вирус осповакцины, выращенный в куриных эмбрионах и спрессованный в таблетки. Два варианта вакцины «ТЭОВак» выпускаются в форме таблеток и предназначены для орального применения. Разница в том, что один из вариантов представлен таблетками, покрытыми оболочкой, а другой — таблетками без оболочки. Оба варианта зарегистрированы в государственном реестре лекарственных средств в 2010 году. Разработчиком этих вакцин является ГНЦ Вектор, а владельцем лицензии на выпуск вакцины является 48 ЦНИИ Минобороны России. Согласно патенту разработчиков и инструкции по применению , вакцинной дозой препарата является одна таблетка, в которой содержится от миллиона до 30 миллионов оспообразующих единиц вируса осповакцины. Согласно публикациям в прессе, в июне 2022 года, вакцина «ТЭОвак» в гражданский оборот не поступала.

##### Вакцины, сделанные на основе инактивированного вируса

###### «ОспаВир», производства Микроген
Эпидемиологическая эффективность «ОспаВир» против вирусов натуральной или обезьянней оспы пока не изучена. В инструкции препарата сообщается, что «ОспаВир» используется только для первичной иммунизации, повторное введение в виде ревакцинации не допускается. Эта вакцина приготовляется из вируса осповакцины, инактивированного гамма-излучением, она предназначена для подкожного введения. Препарат зарегистрирован в 2010 году. Производителем является предприятие Микроген.

### В мире

#### Типы вакцин
Новые поколения противооспенных вакцин создаются на основе ослабленных (аттенуированных) вариантов вируса осповакцины (Vaccinia), которые выращиваются в культуре клеток. Ранее вирус осповакцины выращивался на коже телят или другого скота, затем в куриных эмбрионах и, наконец, в культуре клеток, которая оказалась более выгодной для культивирования вируса по ряду параметров по сравнению с другими методами. Основными недостатками вакцин с вирусом, выращенным на коже животных, были 1) нестерильность препаратов и 2) случаи тяжёлых осложнений, особенно у людей с иммунодефицитом или страдающих от экземы. Согласно Всемирной организации здравоохранения такие характеристики вакцинных препаратов не соответствуют современным требованиям, предъявляемым к изготовлению вакцин.
Разработаны вакцины с вариантом вируса, произведённого при культивировании в культуре клеток, который способен к репликации в организме человека, а также тип вакцины с вирусом осповакцины, не способным к репликации. Вариант вакцины с реплицирующимся вирусом получил название ACAM2000. При иммунизации ACAM2000 вакцинный материал вводится процарапыванием поверхности кожи, таким же образом как проводилась вакцинация против натуральной оспы. После вакцинации на месте введения вирусного материала образуется воспалённый участок. Вирус, реплицирующийся в этом воспалённом участке, может распространяться на другие части тела или даже на других людей. Лица, привитые ACAM2000, должны соблюдать меры предосторожности для предотвращения распространения вакцинного вируса, они считаются привитыми по истечении 28 дней. Данные, полученные в Африке, свидетельствуют о том, что вакцина против оспы с реплицирующимся вирусом ACAM2000 по крайней мере на 85 % эффективна для профилактики оспы обезьян.
Второй вариант вакцины, содержащей нереплицирующий вирус, называется Jynneous (также эту вакцину называют MVA-BN, Imvamune или Imvanex). Вакцина вводится подкожно. Заключение об эффективности Jynneous было сделано на основании данных, полученных только в ходе исследований на животных, клинические исследования определения эпидемиологической эффективности вакцины на людях не проводились. Однако вакцина Jynneous прошла клинические испытания для выявления побочных эффектов. Оба варианта вакцины рекомендованы в США для вакцинации против оспы обезьян. Анализ результатов клинических испытаний вакцины Imvamune показал, что она может быть применена для иммунизации не только здоровых людей, но и людей с различными отклонениями в состоянии здоровья. Вакцина способствует усилению ранее сформированного иммунитета, индуцированного противооспенными вакцинами первого поколения.

#### Рекомендации по вакцинации
Всемирная организация здравоохранения выпустила рекомендации по вакцинации для предотвращения развития инфекционной вспышки 2022 года. Рекомендовано вакцинировать целевые группы. За вакцинацию целевых групп, вместо тотальной вакцинации, выступают также и отдельные специалисты.

## Прогноз
Обычно заболевание протекает доброкачественно, летальный исход наблюдается у 10 % больных, в основном невакцинированных. Возможны осложнения: энцефалит, менингоэнцефалит, пневмония, сепсис.